# Cappella Cantone
Cappella Cantone är en ort och kommun i provinsen Cremona i regionen Lombardiet i Italien. Kommunen hade 546 invånare (2018).